# Genepil
Genepil (mongolisch: Гэнэнпил Хатан, * 1905; † 1938) war die letzte Königin der Mongolei.
Sie wurde 1905 in der Nordmongolei geboren, die seinerzeit von der chinesischen Qing-Dynastie beherrscht wurde. Ihr ursprünglicher Name war Tseyenpil, wurde später aber zu Genepil geändert. Sie heiratete einen Mann namens Luvsandamba. Nach dem Tod von Königin Tsendiin Dondogdulam wurde sie 1923 aus einer Gruppe von 18- bis 20-jährigen Frauen von Beratern des Königs zur Ehefrau von Bogd Khan bestimmt. Nach seinem Tod – nur ein Jahr später – kehrte sie zurück zu ihrer Familie in der Nordmongolei. Im Jahr 1937 wurde sie zusammen mit ihrer Familie von stalinistischen Truppen verhaftet und ein Jahr später im Rahmen der stalinschen Säuberungen unter Chorloogiin Tschoibalsan exekutiert.

## Wissenswertes
- Die Figur, Kleider und Haartrachten der Königin Padmé Amidala aus Star Wars: Episode I bis III (verkörpert durch Natalie Portman) wurden von ihr inspiriert.